# Gotschnagrat
Le Gotschnagrat, ou simplement Gotschna (cotschen signifie « rouge » en romanche, en référence à la couleur de la pierre), est un sommet dans le canton des Grisons en Suisse appartenant à la chaîne de Plessur. Il domine à 2 299 mètres d'altitude la station touristique de Klosters - village principal de la commune de Klosters-Serneus - en amont de la vallée du Prättigau. En hauteur sur un plateau se trouve un petit lac, le Gotschnaseeli.

## Tourisme

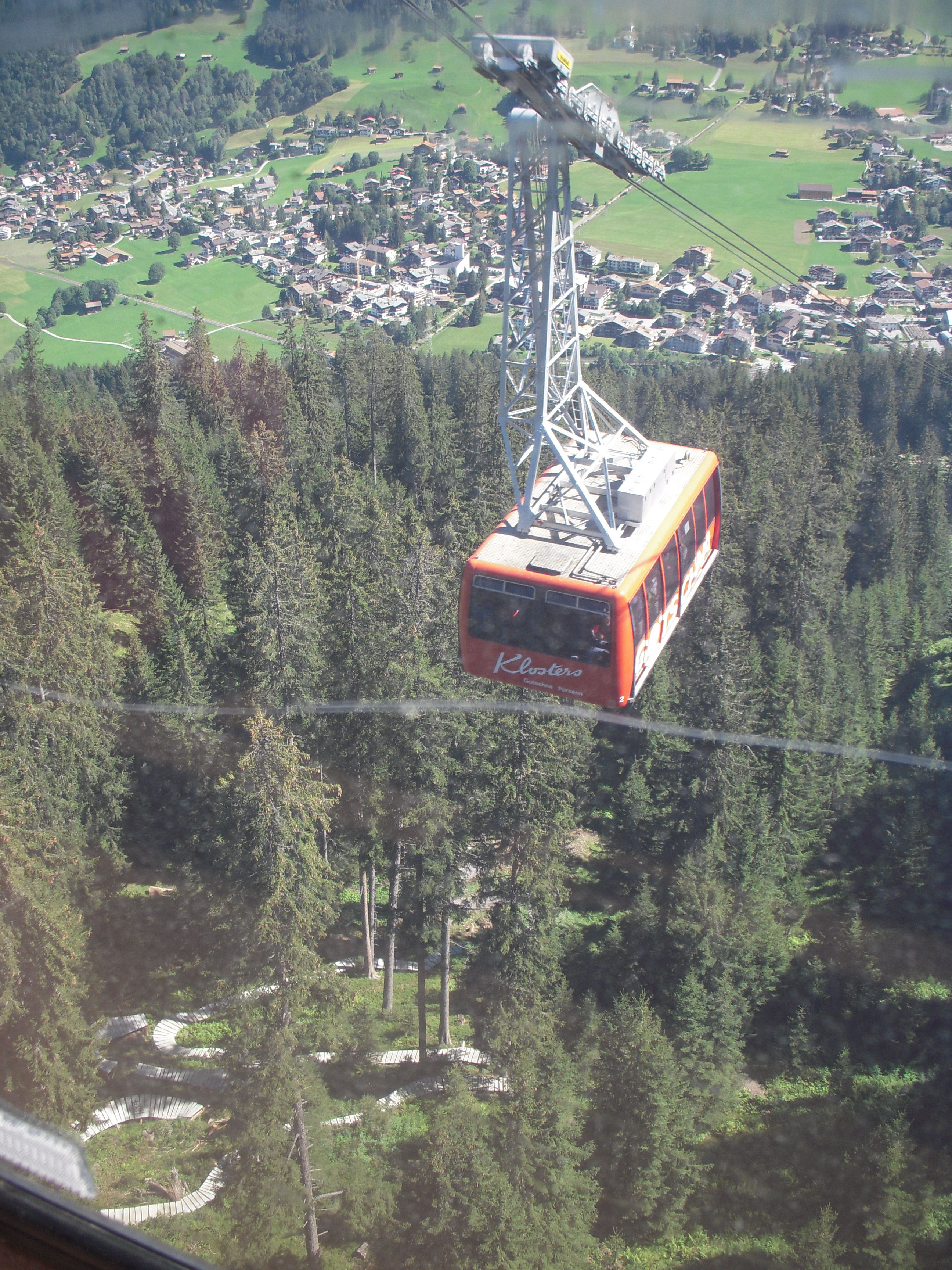
Cabine du Gotschnabahn

Le Gotschnagrat est accessible depuis la saison 1949-1950 par des cabines de téléphérique (Gotschnabahn), dont l'entrée se trouve en face de la gare de Klosters Platz. Cela permet l'accès l'hiver à un domaine skiable entre Klosters et Davos (de l'autre côté au sud) de 114 kilomètres de pistes, et l'été à un vaste domaine de randonnées, exposées sud à sud-est. Un restaurant du même nom se trouve à l'arrivée. On descend à Klosters par la Parsenn, longue piste de ski l'hiver et de randonnée l'été, exposée nord-est. Au pied se trouve le hameau de Selfranga avec l'entrée du tunnel de la Vereina.